# Adelante Andalucía
Adelante Andalucía (en català, Endavant Andalusia) és una organització política andalusa formada com a coalició política per les eleccions al Parlament d'Andalusia de 2018 de la combinació dels partits polítics Podemos Andalucía, Izquierda Unida-Los Verdes-Convocatoria por Andalucía, Izquierda Andalucista i Primavera Andaluza.
La coalició fou presentada el divendres 27 de juliol de 2018 a Andalusia. La marca fou feta en contra les directrius establertes pel líder del partit estatal Podem. Finalment fora de la coalició quedà Equo, que digué que hi faltava pluralitat en aquesta.
Després de les Eleccions al Parlament d'Andalusia de 2018, la coalició aconseguí representació al Parlament andalús, tenint una representant (Ana Naranjo) a la Mesa del Parlament sense vot i amb veu.
De cara les eleccions generals del 10 de novembre, Adelante Andalucía va voler presentar-se com una marca diferenciada, entrant en conflicte amb IU i Pablo Iglesias, sense èxit. Igualment, el desembre del 2019 l'organització es va registrar com partit polític per iniciativa de Teresa Rodríguez i IU.
A principis de 2020 Teresa Rodríguez i el seu equip, tot junt amb Anticapitalistes, decideix deixar Podemos arran la decisió de la direcció de Podemos de no permetre un grup propi per Adelante Andalucía al Congrés. El maig del 2020 Anticapitalistes s'uní a Adelante Andalucía. Seguidament, el novembre del 2020, 8 diputats membres del corrent de Teresa Rodríguez, inclosa ella, foren expulsats del grup parlamentari d'Adelante Andalucía al Parlament Andalús a petició d'una diputada d'UP en determinar la mesa del parlament que es tractava de transfuguisme.
La trencadissa de la coalició provocà que els partits membres de la coalició que no formaven part d'UP comencessin un procés de debat que culminà en la refundació "Andalucía No Se Rinde", formada pels membres expulsats del grup parlamentari. El 10 de maig de 2021, els principals portaveus de les formacions participants al procés assembleari "Andalucía No Se Rinde" anunciaren la convocatòria d'una Assemblea Constituent d'Adelante Andalucía a escala nacional.

## Membres

### Partits integrants
| Partit | Partit                     | Líder                   | Periode        |
| ------ | -------------------------- | ----------------------- | -------------- |
|        | Izquierda Andalucista      | Mariví Serrano          | Des de 2018    |
|        | Primavera Andaluza         | Pilar González          | Des de 2018    |
|        | Anticapitalistes Andalusia | estructura assemblearia | Des de 2018/20 |
|        | Defender Andalucía         | estructura assemblearia | Des de 2021    |

#### Antics membres
| Partit | Partit                                                | Periode   |
| ------ | ----------------------------------------------------- | --------- |
|        | Podemos Andalucía                                     | 2018-2020 |
|        | Izquierda Unida Los Verdes-Convocatoria por Andalucía | 2018-2020 |

## Resultats electorals

### Eleccions autonòmiques
| Parlament d'Andalusia |                  |         |            |          |     |          |
| Any                   | Líder            | Vots    | %          | Escons   | +/– | Govern   |
| 2018                  | Teresa Rodríguez | 585,949 | 16.19 (4t) | 17 / 109 | Nou | Oposició |
| 2022                  | Teresa Rodríguez | 168,960 | 4.58 (5è)  | 2 / 109  | 15  | Oposició |

### Eleccions generals
| Any  | Líder          | Vots | %    | Escons | Pos. |
| ---- | -------------- | ---- | ---- | ------ | ---- |
| 2023 | Pilar González | 9064 | 1,42 | 0 / 9  | 5.º  |